# Knife Man
Knife Man é o quarto álbum de estúdio da banda Andrew Jackson Jihad, lançado pela gravadora Asian Man Records no dia 20 de setembro de 2011.  O álbum também foi lançado em vinil, em uma quantidade limitada de 1000 LPs.

## Lista de faixas
Todas as faixas escritas e compostas por Sean Bonette e Ben Gallaty. 
| N.º            | Título                                              | Duração |  |
| 1.             | "The Michael Jordan Of Drunk Driving"               | 0:22    |  |
| 2.             | "Gift Of The Magi 2: Return Of The Magi"            | 1:56    |  |
| 3.             | "American Tune"                                     | 2:27    |  |
| 4.             | "Back Pack"                                         | 3:36    |  |
| 5.             | "Distance"                                          | 2:33    |  |
| 6.             | "Fucc The Devil"                                    | 1:42    |  |
| 7.             | "Hate, Rain On Me"                                  | 2:06    |  |
| 8.             | "If You Have Love In Your Heart"                    | 1:31    |  |
| 9.             | "No One"                                            | 4:08    |  |
| 10.            | "Sad Songs (Intermission)"                          | 3:55    |  |
| 11.            | "Zombie By The Cranberries by Andrew Jackson Jihad" | 2:32    |  |
| 12.            | "People II 2: Still Peoplin'"                       | 3:10    |  |
| 13.            | "Sorry Bro"                                         | 1:58    |  |
| 14.            | "Skate Park"                                        | 1:45    |  |
| 15.            | "Free Bird"                                         | 4:09    |  |
| 16.            | "Big Bird"                                          | 5:22    |  |
| Duração total: | Duração total:                                      | 43:07   |  |

## Recepção da crítica
| Críticas profissionais | Críticas profissionais |
| Avaliações da crítica  | Avaliações da crítica  |
| Fonte                  | Avaliação              |
| ---------------------- | ---------------------- |
| About.com              | [ 3 ]                  |
| AbsolutePunk           | (86/100)               |
| PopMatters             | (8/10)                 |
| Sputnikmusic           | [ 6 ]                  |

O site especializado em música AbsolutePunk deu ao álbum uma avaliação de 86 de 100 pontos, com o crítico Dre Okorley concluindo que "Knife Man é o resumo dos dentes cerrados e do teatral roteiro de vida de uma dupla maníaco-depressiva, em uma aventura selvagem de ataques políticos e maturidade folk-rock". A publicação PopMatters deu ao álbum nota 8/10, afirmando que "O questionamento moral em Knife Man se torna pesado às vezes, mas a simplicidade e raiva com as quais ele é feito na verdade aumenta o seu poder" e que "é um dos álbuns mais notáveis que você ouvirá nesse ano".  O site Sputnikmusic deu ao álbum nota 4.5/5.